# Eueides isabella
Eueides isabella (denominada popularmente, em inglês, Isabella's Heliconian) é uma borboleta neotropical da família Nymphalidae e subfamília Heliconiinae, nativa dos Estados Unidos até a região sul do Brasil (Rio Grande do Sul). Foi classificada por Stoll, com a denominação de Papilio isabella, em 1781. Suas lagartas se alimentam de plantas do gênero Passiflora.

## Descrição
Indivíduos desta espécie possuem as asas moderadamente longas e estreitas e são de coloração predominante laranja, vistos por cima, com variáveis padrões de branco, amarelo e negro, o que lhe rendeu uma série de denominações científicas. Este padrão é comum a diversas espécies de Lepidoptera americanos dos trópicos, que compartilham um mecanismo mimético comum nestas cores, cuja função é aposemática. Vistos por baixo, apresentam padrão similar, mais opaco.

## Hábitos
Esta espécie é encontrada voando em clareiras de florestas secundárias, além de margens de trilhas e estradas. Também é avistada em parques e jardins. Se alimentam de substâncias retiradas de flores como a Euphorbia pulcherrima e as do gênero Eupatorium. No Brasil, embora tenha menores dimensões, a subespécie Eueides isabella dianasa é confundida com a espécie Heliconius ethilla narcaea.

## Subespécies
E. isabella possui doze subespécies:
- Eueides isabella isabella - Descrita por Stoll em 1781, de exemplar proveniente do Suriname.
- Eueides isabella dianasa - Descrita por Hübner em 1806, de exemplar proveniente do Brasil.
- Eueides isabella eva - Descrita por Fabricius em 1793, de exemplares provenientes da América Central ("Suriname" na descrição).[8]
- Eueides isabella melphis - Descrita por Godart em 1819, de exemplar proveniente das Antilhas.
- Eueides isabella cleobaea - Descrita por Geyer em 1832, de exemplar proveniente de Cuba.
- Eueides isabella huebneri - Descrita por Ménétriés em 1857, de exemplar proveniente da Colômbia ("Brasil" na descrição).
- Eueides isabella dynastes - Descrita por C. & R. Felder em 1861, de exemplar proveniente da Venezuela.
- Eueides isabella hippolinus - Descrita por Butler em 1873, de exemplar proveniente do Peru.
- Eueides isabella arquata - Descrita por Stichel em 1903, de exemplar proveniente da Colômbia.
- Eueides isabella dissoluta - Descrita por Stichel em 1903, de exemplar proveniente do Peru.
- Eueides isabella ecuadorensis - Descrita por Strand em 1912, de exemplar proveniente do Equador.
- Eueides isabella nigricornis - Descrita por Maza em 1982, de exemplar proveniente do Brasil (localidade tipo "México", na descrição).